# Wintrebertia
Wintrebertia is een geslacht van rechtvleugeligen uit de familie Euschmidtiidae. De wetenschappelijke naam van dit geslacht is voor het eerst geldig gepubliceerd in 1964 door Descamps.

## Soorten
Het geslacht Wintrebertia omvat de volgende soorten:
- Wintrebertia ampanihi Descamps, 1964
- Wintrebertia angulata Descamps, 1964
- Wintrebertia arcuata Descamps, 1964
- Wintrebertia callosa Descamps, 1971
- Wintrebertia canaliculata Descamps, 1971
- Wintrebertia crassipes Descamps, 1971
- Wintrebertia denticulata Descamps, 1964
- Wintrebertia donskoffi Descamps & Wintrebert, 1965
- Wintrebertia inflatipes Descamps, 1971
- Wintrebertia itampolae Descamps, 1971
- Wintrebertia lavanoniae Descamps, 1971
- Wintrebertia nigromaculata Descamps, 1971
- Wintrebertia orientalis Descamps, 1971
- Wintrebertia pusilla Descamps, 1964
- Wintrebertia teteforti Descamps, 1964
- Wintrebertia tsihombeana Descamps, 1971
- Wintrebertia tsivahae Descamps, 1971
- Wintrebertia tulearensis Descamps, 1964
- Wintrebertia zebra Descamps, 1971